# Ludmila Kybalová
Ludmila Kybalová (15. května 1905 – 5. prosince 1975, Praha) byla česká textilní výtvarnice, návrhářka tapisérií a bytového textilu, spolupracovnice svého manžela Antonína Kybala.

## Život
V letech 1920–1926 vystudovala dekorativní malbu na Uměleckoprůmyslové škole v Praze v ateliéru prof. Jaroslava Bendy. Od roku 1926 spolupracovala se svým starším spolužákem z ateliéru sochařství a zároveň manželem Antonínem Kybalem.
Jejich dcera Ludmila Kybalová byla historička umění, publicistka a bývalá ředitelka Židovského muzea v Praze, autorka několika knih o dějinách odívání.

## Dílo
Po celý profesní život byla nejbližší spolupracovnicí svého manžela. Všechny jeho návrhy vlastnoručně tkala. Společně od roku 1928 vystavovali svá díla. O jejím vlastním výjimečném výtvarném talentu svědčí tapisérie Piková dáma, za kterou obdržela Velkou cenu na Světové výstavě Expo 58 v Bruselu roku 1958.